# Pinheyschna yemenensis
Pinheyschna yemenensis är en trollsländeart som beskrevs av James Waterston 1985. Pinheyschna yemenensis ingår i släktet Pinheyschna och familjen mosaiktrollsländor. Inga underarter finns listade i Catalogue of Life.
Denna trollslända förekommer i två bergstrakter i västra Jemen. Den lever mellan 1500 och 3000 meter över havet. Arten är mycket sällsynt. Den observerades mellan 1937 och 1993 vid åtta tillfällen. Exemplaren vistas nära vattendrag.
Beståndet hotas av torka när vattnet används för jordbruket och för betesdjur. Det påverkas troligtvis av vattenföroreningar. Utbredningsområdet är maximalt 12 000 km² stort. IUCN listar arten som sårbar (VU).